# Idaea saleri
Idaea saleri är en fjärilsart som beskrevs av Dominguez och Joaquin Baixeras 1992. Idaea saleri ingår i släktet Idaea och familjen mätare. Inga underarter finns listade i Catalogue of Life.